# Dick Barnett
Pour les articles homonymes, voir Barnett.
Richard Barnett dit Dick Barnett, né le 2 octobre 1936 à Gary (Indiana) et mort le 27 avril 2025 à Largo (Floride), est un joueur professionnel américain de basket-ball. Avec les Knicks de New York, il remporte deux titres  NBA, en 1969-1970 et en 1972-1973.

## Biographie
Dick Barnett passa quatorze saisons dans la National Basketball Association (de 1959 à 1974), dont neuf saisons avec les Knicks de New York. Barnett joua le NBA All-Star Game 1968 et faisait partie de la fameuse équipe des Knicks de 1970, qui remporta le titre NBA contre les Lakers de Los Angeles. Il remporta également le titre lors de la saison 1972-1973.
Dick Barnett a inscrit 15 358 points en saison régulière dans sa carrière. Il termine une fois, en 1965-1966, dans le top 10 des meilleurs marqueurs de la ligue avec une moyenne de 23,1 points. Son numéro 12 a été retiré par les Knicks.
Dick Barnett a fait l'objet du documentaire « The Dream Whisperer » en 2022. Ce documentaire retrace l'histoire des équipes des Tennessee A&I Tigers, trois fois championnes de basket-ball NAIA entre 1957 et 1959.
En 2024, Dick Barnett est intronisé au Naismith Memorial Basketball Hall of Fame.
Dick Barnett meurt le 27 avril 2025 à l'âge de 88 ans, à Largo (Floride).